# کیکی لین
کیکی لین (به انگلیسی: KiKi Layne) (زاده ۱۰ دسامبر ۱۹۹۱ در سینسینتی، اوهایو) بازیگر اهل آمریکا است. او با بازی در فیلم‌های پسر بومی، اگر خیابان بیل می توانست حرف بزند، دختر تعجب‌آور و نگهبان کهن به شهرت رسید. او فارغ‌التحصیل مقطع کارشناسی بازیگری از دانشگاه دوپال در سال ۲۰۱۴ است.